# Sunny Sun

Sunny Sun est une revue disparue de l'éditeur de petit format Aventures & Voyages qui a 54 numéros de février 1977 à 1986. Mensuel jusqu'au N°22, puis trimestriel. 

## Les Séries
- Andy et ses fourmis : N°39
- Brigade OVNI (Ennio & Vladimiro Missaglia) : N°19 à 52
- Brise-Fer : N°4 à 6
- Et la Terre sera détruite : N°1, 2, 3
- Léopar de Lime Street (Tom Tully & Mike Western (puis espagnols anonymes)) : N°8 à 18, 23 à 26.
- Maître de l'Impossible : N°10 à 18
- Mosquito : N°19 à 54
- Nouvelle Frontière (Barnes & Torti) : N° 50 à 54
- Pon-Pon (Luciano Bottaro) : N°37
- Reptil : N° 1 à 5
- Sunny Sun (Guido Zamperoni) : N°1 à 28, 53, 54
- Supercrack (Tom Tully & Dave Gibbons) : N°27 à 48
- Tony Steel : N°7 à 9
- Zenga N° 6, 7